# Шубенок, Жанна Викторовна
Шубенок Жанна Викторовна (до замужества — Долгачева) (род. 13 ноября 1970, Гомель) — советская, белорусская спортсменка по современному пятиборью, мастер спорта СССР международного класса (1991), Заслуженный мастер спорта Республики Беларусь (1997). Чемпионка мира и Европы. Победитель Кубка Мира (1990). Обладатель Кубка России по современному пятиборью (1998). На Играх XXVII Олимпиады в Сиднее (2000) заняла VI место.

## Биография
Шубенок Жанна Викторовна (до замужества — Долгачева) родилась (13 ноября 1970), в городе Гомель, Белорусской ССР. Занималась плаванием, но высоких результатов ей достигнуть не удалось. Поэтому, когда ей предложили попробовать себя в пятиборье, она сразу согласилась. Под руководством тренера Гулевича В. А. за очень короткий срок Жанна сумела добиться высоких результатов.
Член сборной команды СССР по современному пятиборью с 1987 по 1991 годы. С 1992 года после распада СССР выступала за сборную Республики Беларусь. Призёр чемпионата мира среди юниоров в личном первенстве и эстафете. Четырёхкратная чемпионка Европы, чемпионка мира 1996 года в личном зачёте, неоднократный призёр этапов Кубка мира.
Жанна Шубенок является единственной пятиборкой, завоевавшей звание чемпиона Европы в личном первенстве выступая за сборные разных стран. В 1991 году на II чемпионате Европы (София,  Болгария) она выступала за сборную  СССР, а в 1999 году на VII чемпионате Европы (Темпере,  Финляндия) представляла команду  Беларусь.
Спортивную карьеру завершила в 2002 году.

## Спортивные звания
- Мастер спорта СССР
- Мастер спорта СССР международного класса
- Заслуженный мастер спорта Республики Беларусь